# MAN Lion's Coach
MAN Lion's Coach — сімейство туристичних автобусів, що випускається німецьким виробником MAN AG.

## Перше покоління

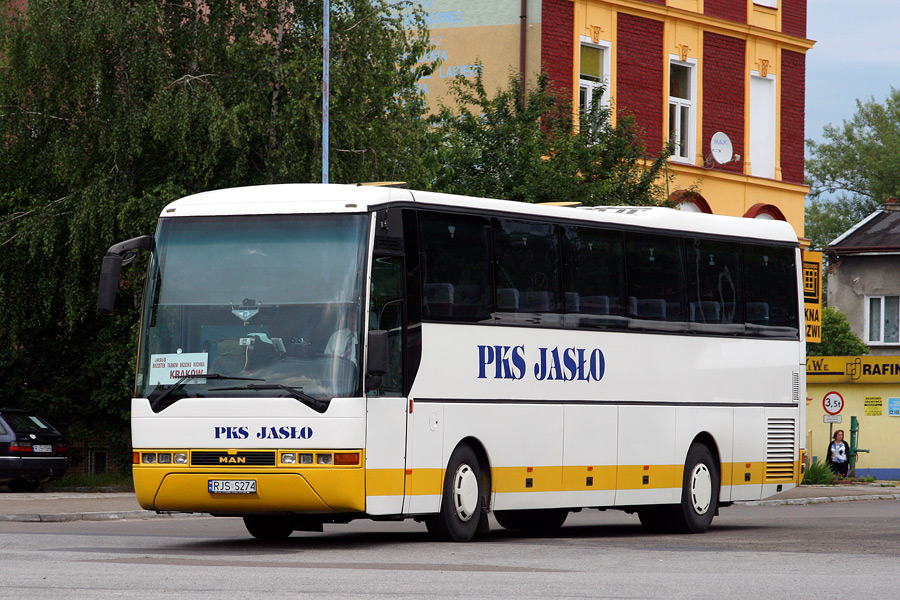
MAN Lion's Coach

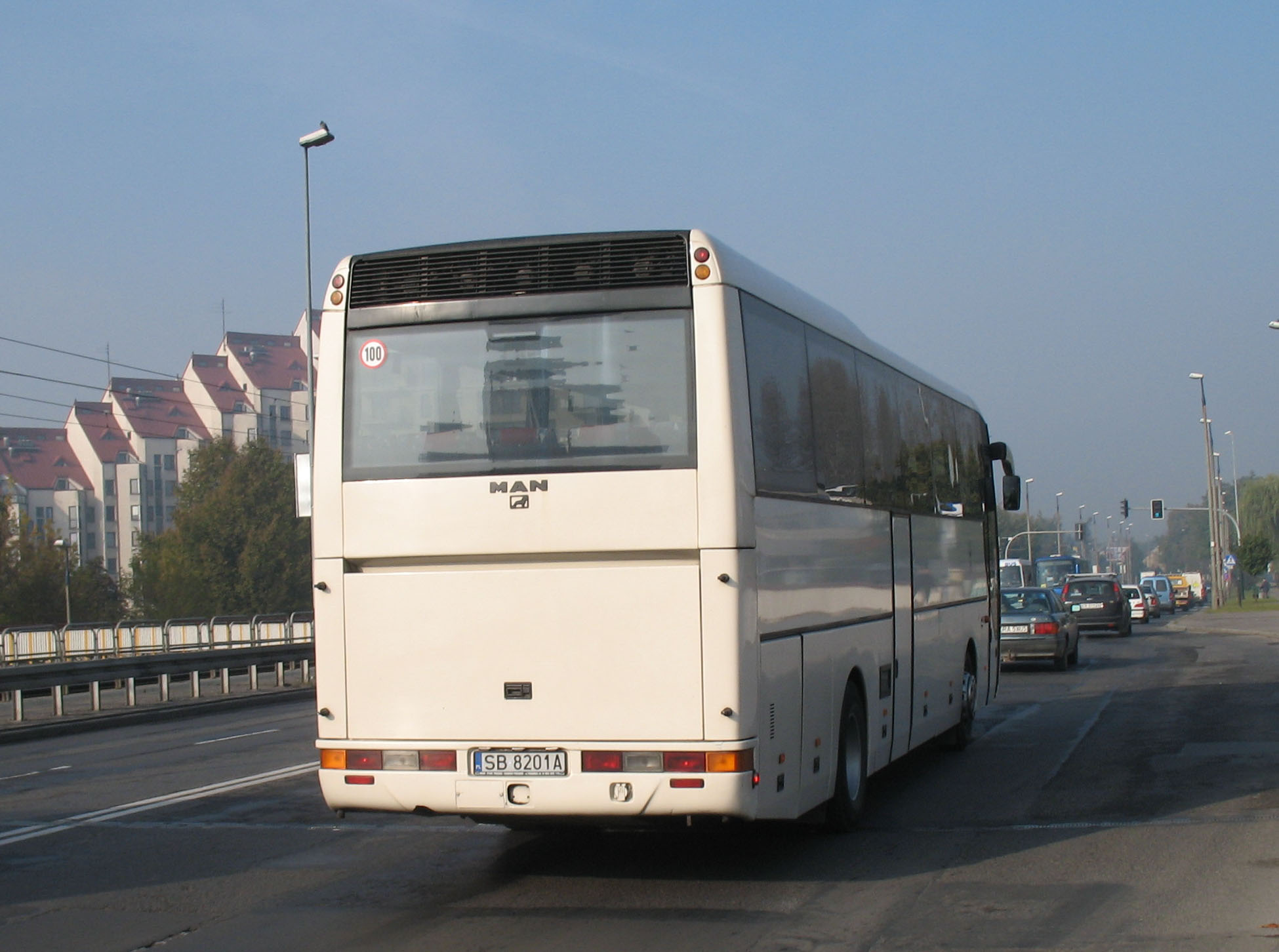

Автобус представлений в 1994 році. Автобус доступний у двох різних варіантах довжини. Довша версія — трьохосна і називається Coach L. Автобуси комплектуються турбодизельними двигунами потужністю 350, 400, 410 та 460 к.с.

### Модифікації
Існують наступні модифікації Lion's Coach: 
- MAN A13 Lion's Coach
- MAN A13 Lion's Coach RH353
- MAN A13 Lion's Coach RH403
- MAN A13 Lion's Coach RH413
- MAN A32 Lion's Top Coach RH463

## Друге покоління

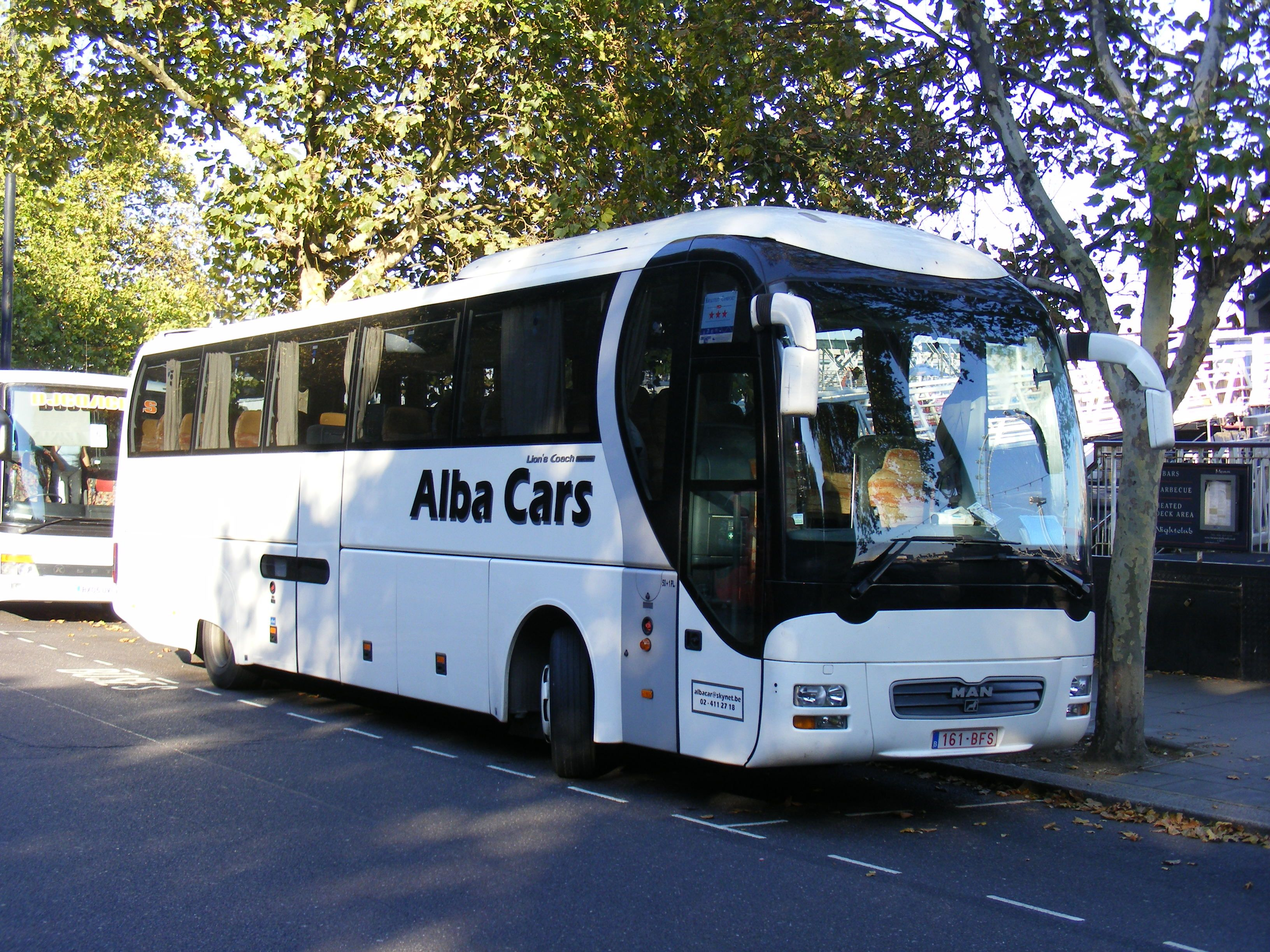
MAN Lion's Coach Supreme

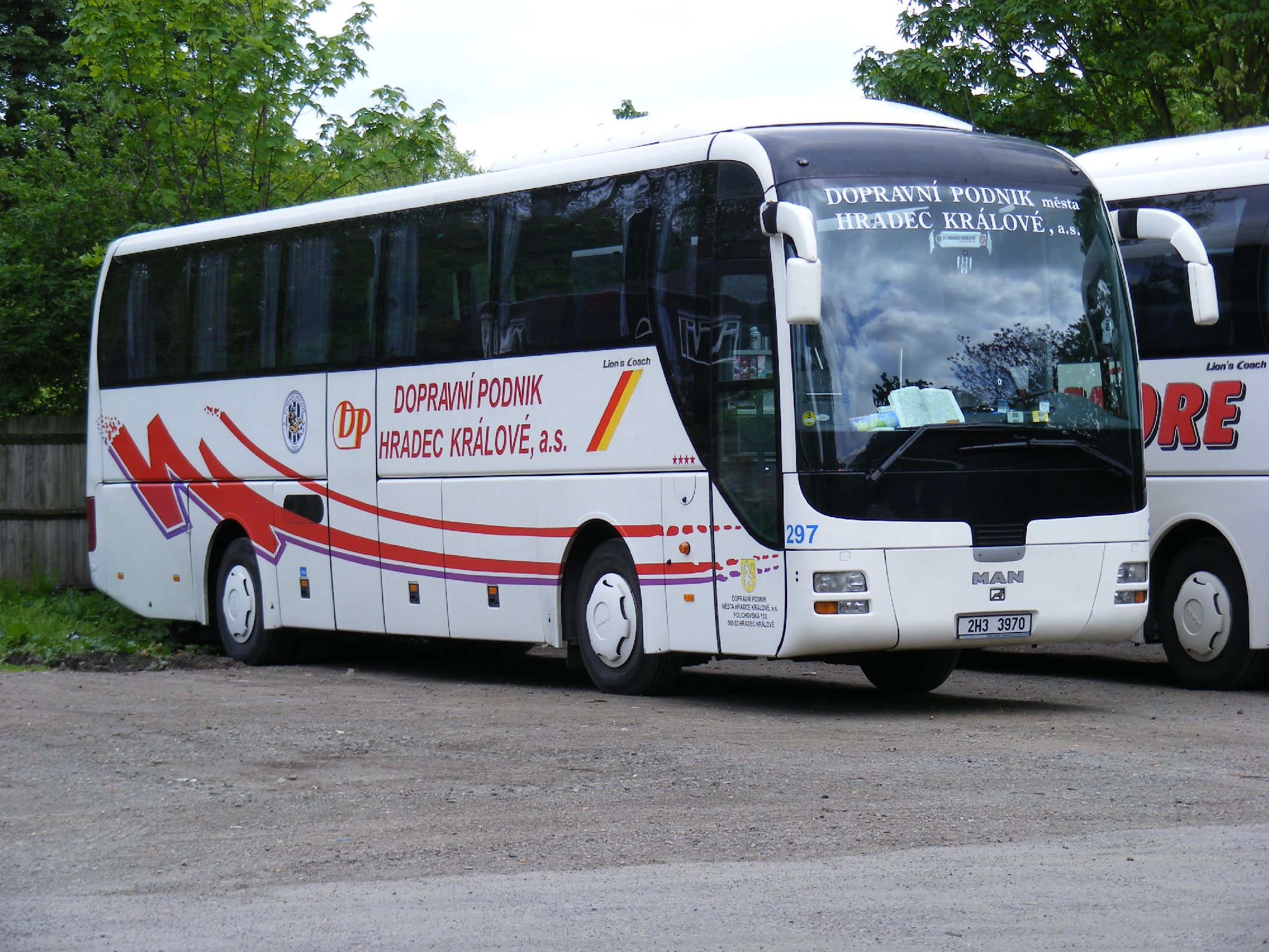
MAN Lion's Coach ІІ (2006—2009)

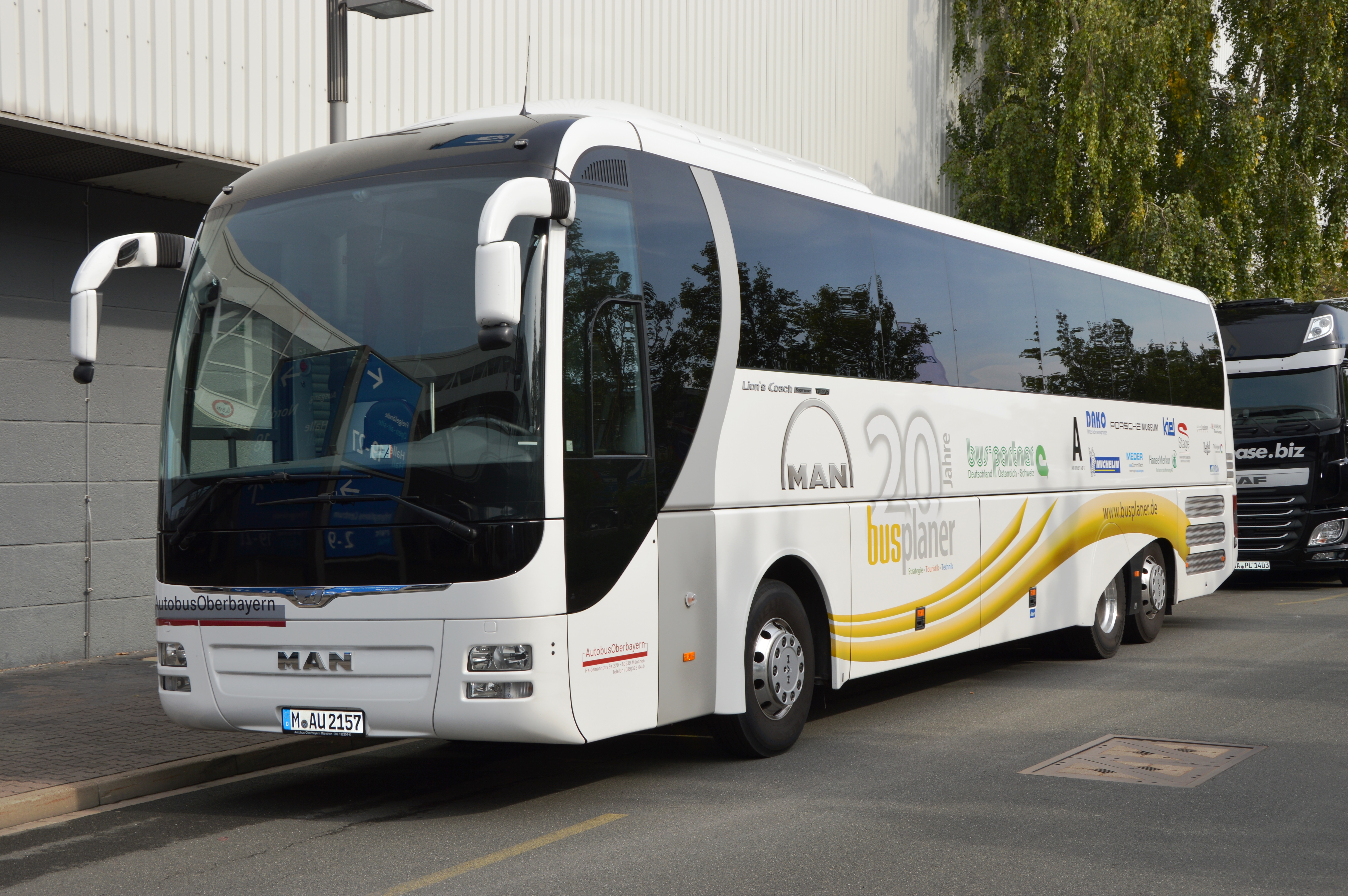
MAN Lion's Coach ІІ (з 2009)

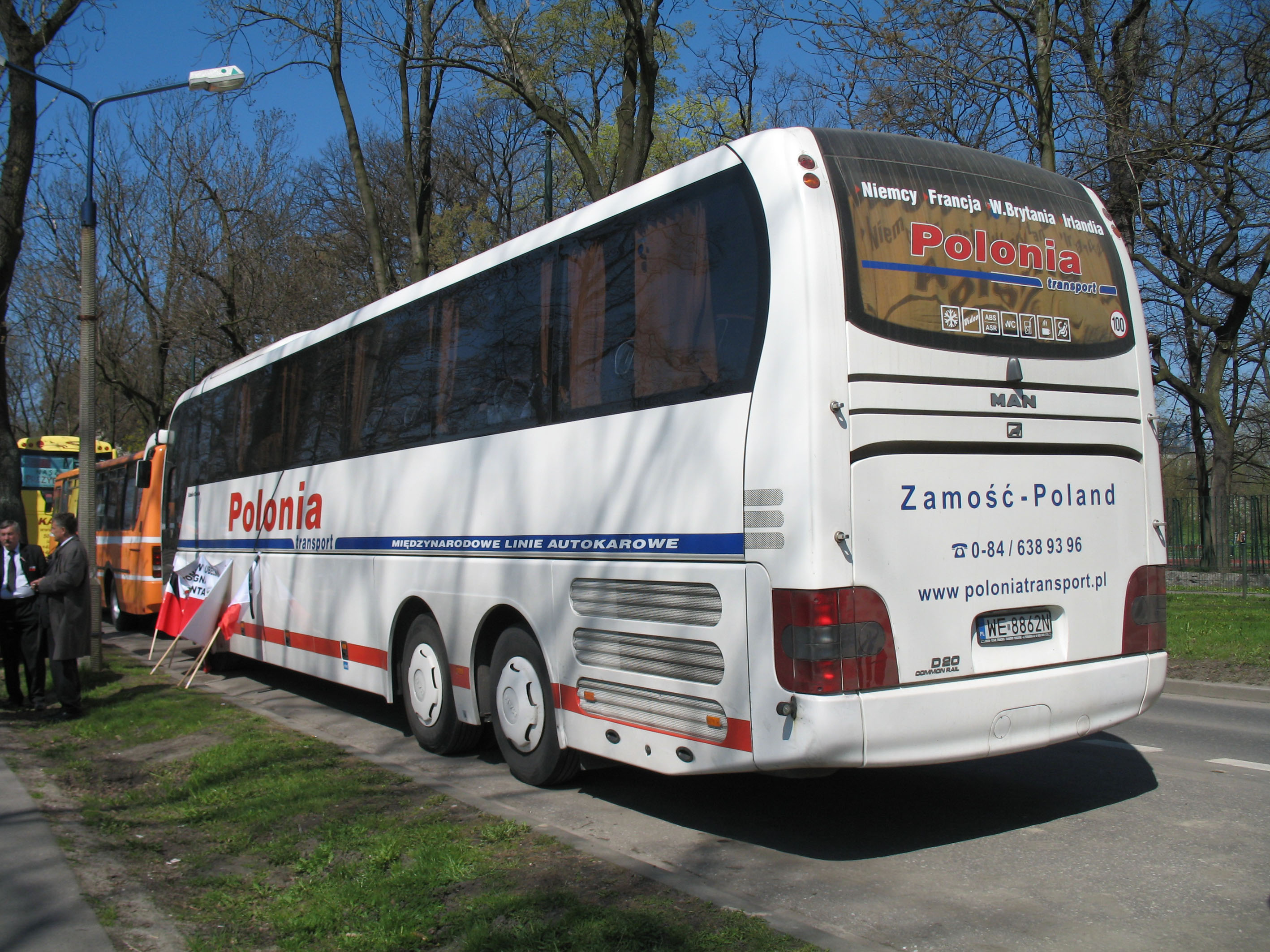

Друге покоління автобуса представлене в 2004 році під назвою MAN Fortuna, в 2006 році автобус перейменовано в MAN Lion's Coach. В основі сімейства туристичних автобусів Lion's Coach лежить єдина «модульна» платформа NEOMAN Bus, на якій створені ще туристичні автобуси MAN Lion's Star і Neoplan Tourliner. Автобуси комплектуються турбодизельними двигунами потужністю 400, 410, 440, 460 та 480 к.с.
Lion's Coach доступний у 3-х варіантах:
- Lion's Coach — базова модель, довжина кузова 12 000 м
- Lion's Coach C — проміжний, довжина кузова 13 260 мм і 3 осі 2
- Lion's Coach L — довге шасі, довжина кузова 13 800 мм з трьома осями

У 2007 році представлено нову модифікацію MAN Lion's Coach Supreme, яка є по суті аналогом MAN Lion's Star, однак відрізняється від останньої оснащенням і будовою дзеркал заднього виду.
У 2009 році модель оновили, змінивши решітку радіатора.

### Модифікації
Існують наступні модифікації Lion's Coach: 
- MAN R07 Lion's Coach
- MAN R07 Lion's Coach Fortuna
- MAN R07 Lion's Coach RH404
- MAN R07 Lion's Coach RH414
- MAN R07 Lion's Coach RH7
- MAN R07 Lion's Coach RHC404
- MAN R07 Lion's Coach RHC414
- MAN R07 Lion's Coach RHC444
- MAN R07 Lion's Coach RHC464
- MAN R07 Lion's Coach Supreme
- MAN R08 Lion's Coach L
- MAN R08 Lion's Coach L RHC484
- MAN R08 Lion's Coach Supreme L
- MAN R08 Lion's Top Coach
- MAN R08 Lion's Top Coach Mega F
- MAN R08 Lion's Top Coach RH466
- MAN R08 Lion's Top Coach RHC414
- MAN R08 Lion's Top Coach RHC444
- MAN R08 Lion's Top Coach RHC464
- MAN R08 Lion's Top Coach RHC484
- MAN R09 Lion's Coach C
- MAN R09 Lion's Coach C RHC444
- MAN R09 Lion's Coach C RHC484

## Третє покоління (з 2017)

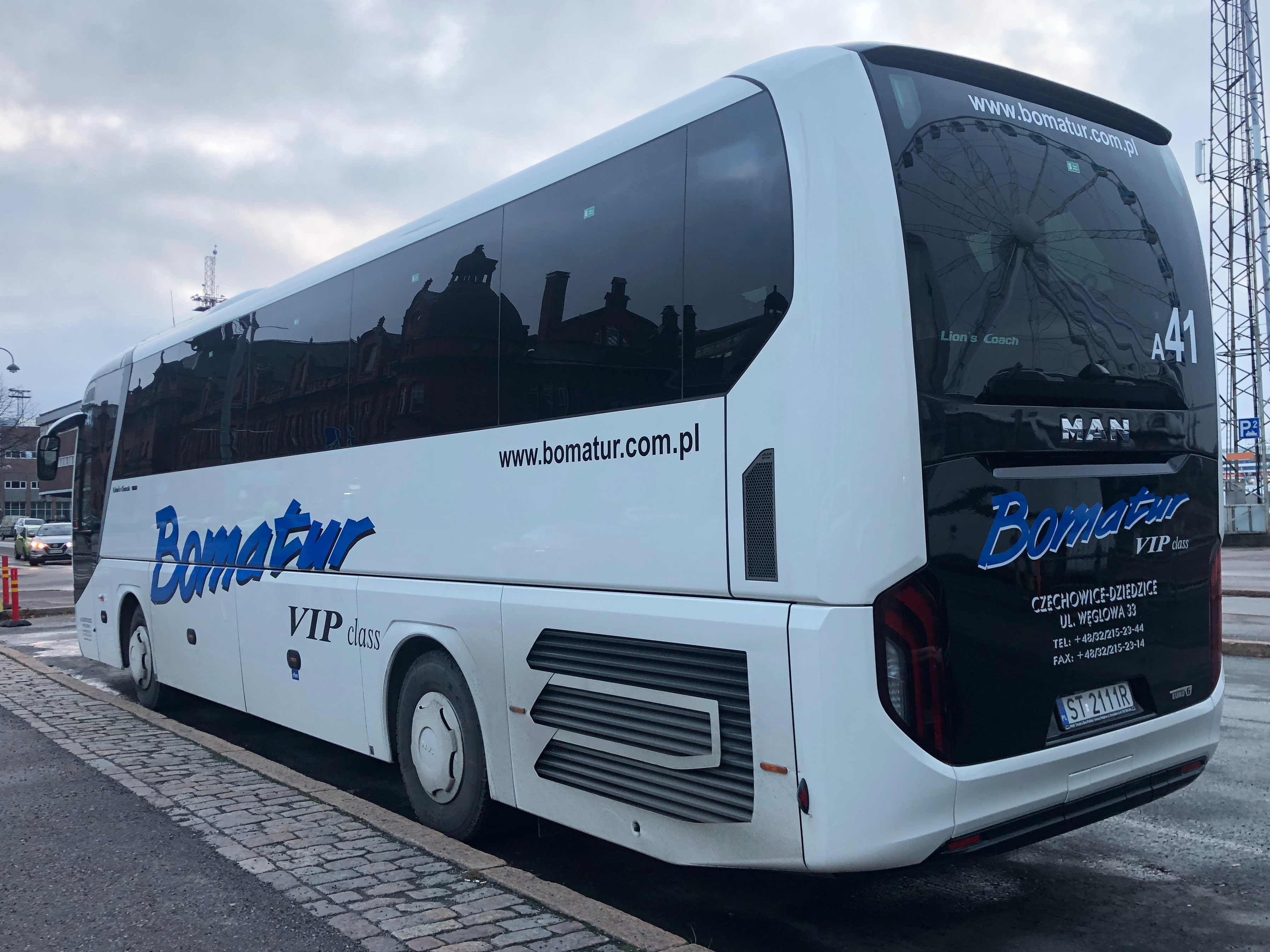
MAN Lion's Coach ІІІ

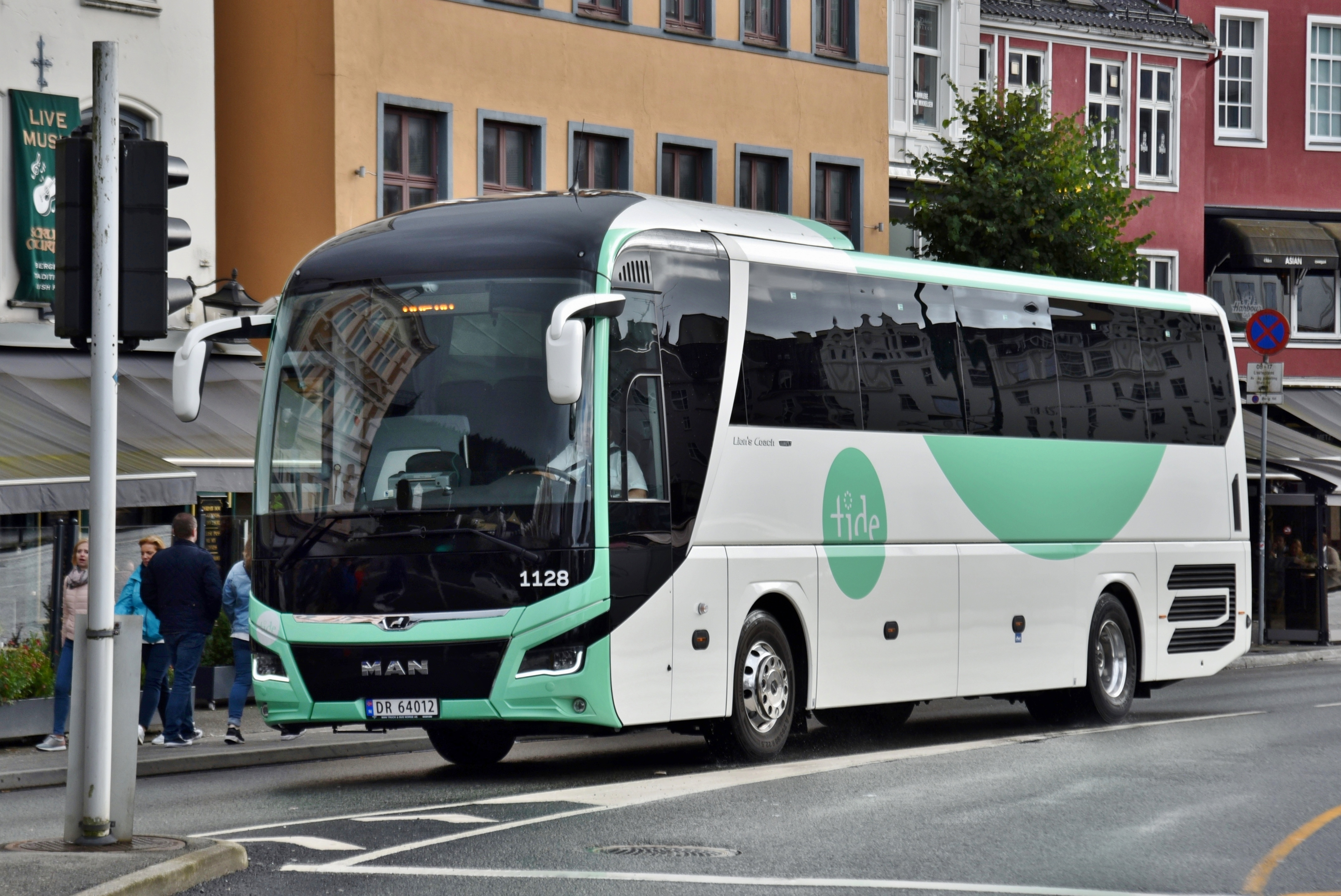
MAN Lion's Coach ІІІ

В кінці жовтня 2017 року в бельгійському місті Кортрейк на міжнародному автобусному салоні Busworld Kortrijk 2017 дебютував MAN Lion's Coach третього покоління (R10). Автобус отримав більш жорсткий просторовий каркас кузова (запатентована технологія труба в трубі).
Спочатку запропонують три версії по довжині: 12 101 мм, 13 361 мм і 13 901 мм — останній в двох або трьохосному виконанні. В кінці 2017 року з'явиться і четвертий варіант — двовісний на 13 091 мм.
Об'єм багажного відсіку варіюється від 11,7 до 14,3 м куб.